# Trnovac (Velika)
Trnovac je naselje u Republici Hrvatskoj u Požeško-slavonskoj županiji, u sastavu općine Velika.

## Zemljopis
Trnovac je smješten 6,5 km južno od Velike,  susjedna naselja su Draga i Potočani na sjeveru, Antunovac na zapadu i Trenkovo na jugu.

## Stanovništvo
Prema popisu stanovništva iz 2011. godine Trnovac je imao 398 stanovnika, dok je prema popisu stanovništva iz 1991. godine imao 324 stanovnika.
| broj stanovnika |       |       |       |       | 16    |       |       |       | 123   | 133   | 164   | 250   | 274   | 324   | 377   | 398   | 315   |
|                 | 1857. | 1869. | 1880. | 1890. | 1900. | 1910. | 1921. | 1931. | 1948. | 1953. | 1961. | 1971. | 1981. | 1991. | 2001. | 2011. | 2021. |